# 广寒宫 (月球)
广寒宫，是2013年12月嫦娥三号在月球上的着陆点，位于44.12°N、19.51°W。该名称由中国申报，以中国神话中嫦娥和玉兔生活的广寒宫为名，国际天文联合会于2016年1月批准命名。